# Ouvry Lindfield Roberts
Sir Ouvry Lindfield Roberts, britanski general, * 1898, † 1986.